# Ziegelberg (Geiselbach)
Der Ziegelberg ist ein 380 m ü. NHN hoher Berg im Spessart bei Geiselbach im Landkreis Aschaffenburg in Bayern.

## Geographie

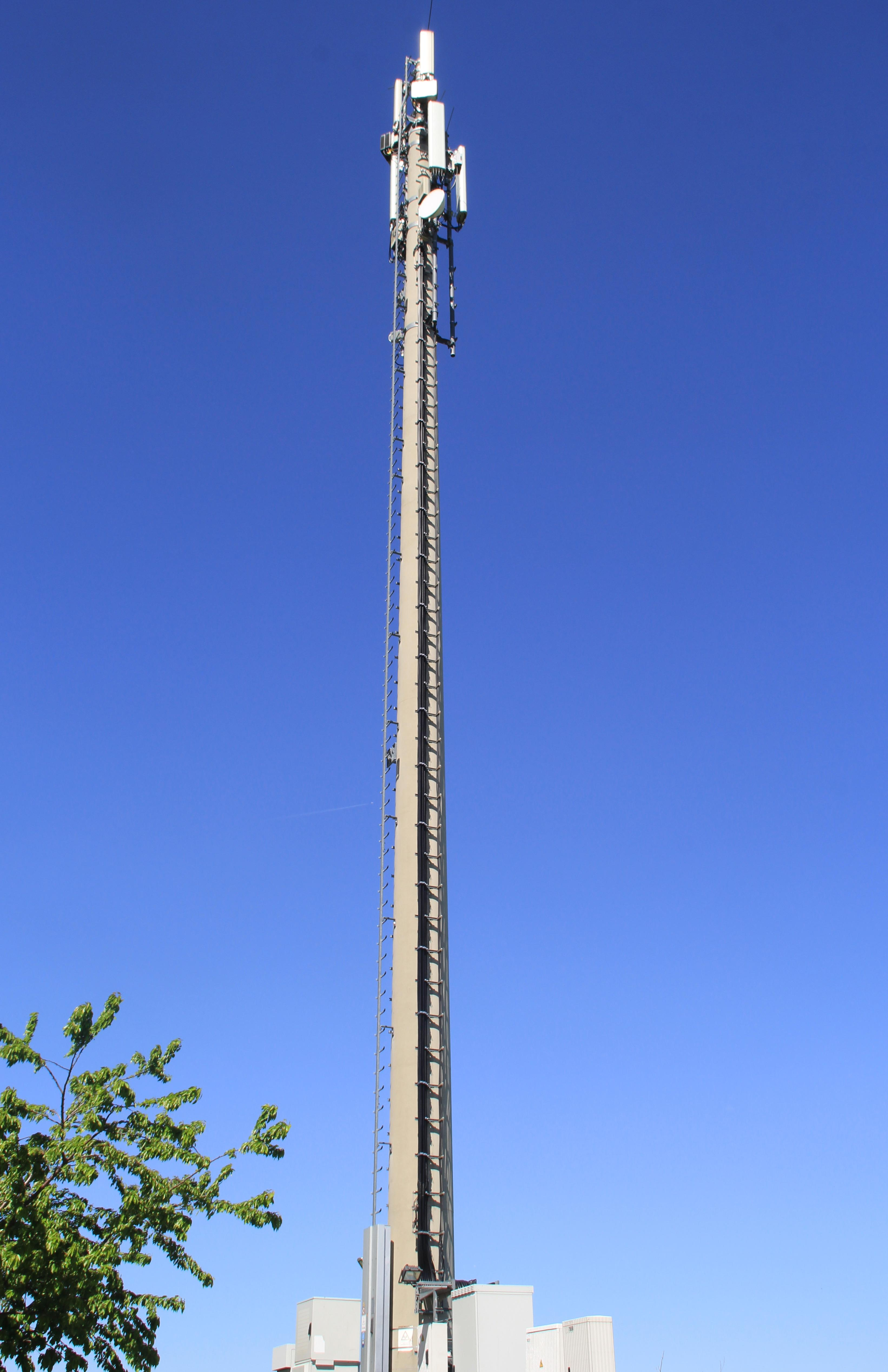
Sendemast auf dem Ziegelberg

Der unbewaldete Berg liegt direkt östlich von Geiselbach. An ihm befinden sich die topographisch höchsten Punkte der Gemarkungen Geiselbach, Oberwestern und der des Marktes Schöllkrippen. Etwas unterhalb des Gipfels wurde ein 23 Meter hoher Mobilfunkmast errichtet. An den Südosthängen des Ziegelberges entspringt der Dörnsenbach, im Süden der Schneppenbach und im Westen liegen die Quellen des Geiselbaches. Sein nordwestlicher Sporn trägt den Namen Kahlenberg. Dort fallen die Hänge zum Hombach ab. Im Norden, jenseits der Staatsstraße 2306, befinden sich Kreuzberg, Vorderer Gleisberg und Hoher Berg. Über den Ziegelberg führte bis 2019 der Fränkische Marienweg.
Nach dem Berg wurde die Ziegelbergstraße in Geiselbach benannt.

## Geschichte

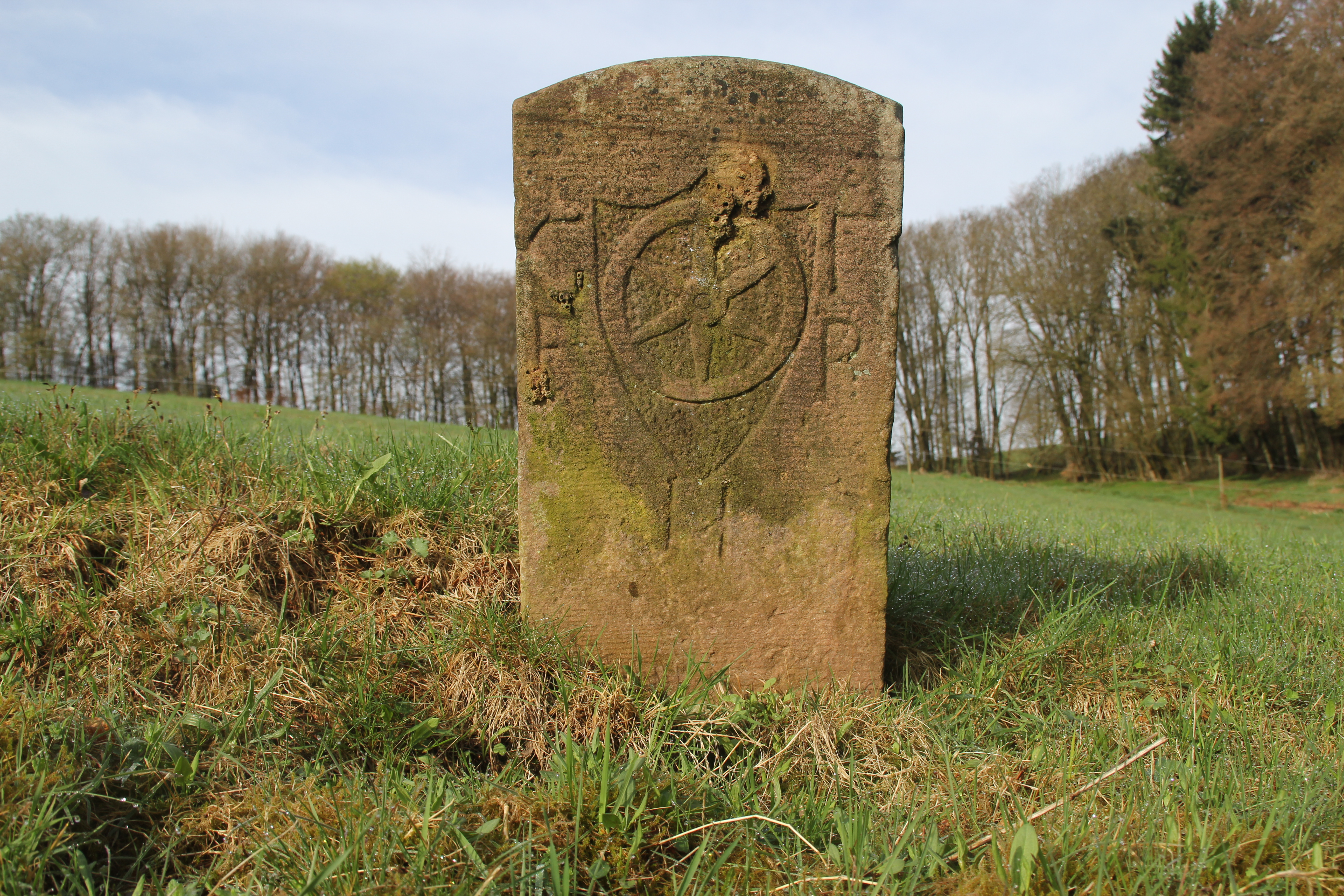
Grenzstein am Ziegelberg. Er trennte die historischen Gebiete von Großherzogtum Hessen und Großherzogtum Frankfurt

Südöstlich und östlich des Ziegelberggipfels verlief nicht immer nur die Grenze zu den Gemeinden Schöllkrippen und Westerngrund. Dort gibt es eine Reihe noch gut erhaltener, alter Grenzsteine von 1810. Sie trennten die historischen Gebiete zweier früherer Staaten im Rheinbund. Auf der einen Seite lag das Territorium des Großherzogtums Hessen, dem der Ort Geiselbach im Amt Alzenau in der Provinz Starkenburg angehörte. Auf der anderen Seite befand sich das Großherzogtum Frankfurt mit dem Dorf Oberwestern im Departement Aschaffenburg.